# Rumunsko na Letních olympijských hrách 2000
Rumunsko se účastnilo Letní olympiády 2000. Zastupovalo ho 145 sportovců (71 mužů a 74 žen) v 16 sportech.

## Medailisté
| Medaile | Jméno | Sport                | Soutěž                        |
| ------- | --- | -------------------- | ----------------------------- |
| Zlato   | Gabriela Szabóová | Atletika             | Ženy 5000 m                   |
| Zlato   | Florin Popescu Mitică Pricop | Kanoistika           | Muži C-2 1000 m               |
| Zlato   | Mihai Covaliu | Šerm                 | Muži šavle                    |
| Zlato   | Marius Urzică | Sportovní gymnastika | Muži kůň našíř                |
| Zlato   | Simona Amanarová | Sportovní gymnastika | Ženy víceboj – jednotlivci    |
| Zlato   | Simona Amanarová Loredana Boboc Andreea Isărescu Maria Olaruová Claudia Presecan Andreea Răducanová                                                              | Sportovní gymnastika | Družstvo žen                  |
| Zlato   | Angela Alupei Constanța Burcică | Veslování            | Ženy dvojskif lehkých vah     |
| Zlato   | Georgeta Damianová Doina Ignat | Veslování            | Ženy dvojka bez kormidelnice  |
| Zlato   | Veronica Cochelea Georgeta Damianová Maria Magdalena Dumitrache Liliana Gafencuová Elena Georgescu Doina Ignat Elisabeta Lipăová Ioana Olteanu Viorica Susanuová | Veslování            | Ženy osmiveslice              |
| Zlato   | Diana Mocanuová | Plavání              | Ženy 100 m znak               |
| Zlato   | Diana Mocanuová | Plavání              | Ženy 200 m znak               |
| Stříbro | Violeta Beclea | Atletika             | Ženy 1500 m                   |
| Stříbro | Lidia Șimonová | Atletika             | Ženy maratonský běh           |
| Stříbro | Marian Simion | Box                  | Muži 71 kg                    |
| Stříbro | Maria Olaruová | Sportovní gymnastika | Ženy víceboj – jednotlivci    |
| Stříbro | Andreea Răducanová | Sportovní gymnastika | Ženy přeskok                  |
| Stříbro | Beatrice Căslaru | Plavání              | Ženy 200 m polohový závod     |
| Bronz   | Gabriela Szabóová | Atletika             | Ženy 1500 m                   |
| Bronz   | Oana Pantelimonová | Atletika             | Ženy skok do výšky            |
| Bronz   | Dorel Simion | Box                  | Muži 67 kg                    |
| Bronz   | Florin Popescu Mitică Pricop | Kanoistika           | Muži C-2 500 m                |
| Bronz   | Raluca Ioniță Mariana Limbău Elena Radu Sanda Toma | Kanoistika           | Ženy K-4 500 m                |
| Bronz   | Simona Amanarová | Sportovní gymnastika | Ženy prostná                  |
| Bronz   | Simona Richterová | Judo                 | Ženy 78 kg                    |
| Bronz   | Iulian Raicea | Sportovní střelba    | Muži 25 m rychlopalná pistole |
| Bronz   | Beatrice Căslaru | Plavání              | Ženy 400 m polohový závod     |